# 片山豊
片山 豊（かたやま ゆたか、1909年（明治42年）9月15日 - 2015年（平成27年）2月19日）は、日本の企業家である。 米国日産の初代社長を務め、1970年代に「ダットサン」ブランドで日産車を販売し、アメリカ国内での日本車トップに押し上げた。長男は元サッカー選手で1968年メキシコシティーオリンピック銅メダリストの片山洋。

## 経歴
静岡県周智郡気多村（現・浜松市天竜区春野町気田）で生まれる。日産自動車創業者の鮎川義介の親戚にあたる。
現在の鎌倉市立第一小学校から旧制中学校の神奈川県立湘南中学校、慶應義塾大学予科を経て、慶應義塾大学経済学部を卒業後、1935年（昭和10年）に日産自動車へ入社。

### 日産入社後
当初は設計部門の配属を希望していた。戦前は国内で宣伝を担当した後、満州国に赴任。 戦後は日本に戻り、再び宣伝を担当。日本での自動車ショーの開催を発起し、1954年（昭和29年）の東京モーターショー（当時の名称は全日本自動車ショウ）初開催に尽力。東京モーターショーのシンボルマークとなったギリシャ神話の青年が車輪を持つ姿を考案した。また軽自動車の祖とも言われるフライングフェザーを仲間たちと住江製作所（現・住江工業）へ製作させたが、当時は日産の子会社だった同社へ自分の趣味で作らせたことで上司に大目玉を食らってしまい、一時は退職を考えていたと述べている。

### 日産の北米進出と貢献
1960年（昭和35年）に渡米。主にロサンゼルスを中心に、ディーラーに飛び込みでダットサンを売り歩く。これに対し、日産本社の反対勢力は米国での拠点をニューヨークに置く計画を進めて圧力をかけるが、北米の自動車事情に精通する片山の前に失敗に終わる。晴れて片山は米国日産の初代社長となり、日本車の機能性と、日本人の特性を生かした細やかなサービスで、日産車を米国に浸透させた。社長室のドアはいつも開け放たれ、誰もが自由に出入りできる環境をつくるなど、フランクで自由を尊重する人柄でも知られ、社員からはMr.K（ミスターK）と呼ばれ、慕われていた。「ディーラーが幸せになって初めてメーカーが幸せになれる」と公言して実行に移す姿勢がアメリカのディーラーに好評で退職後も「片山豊に感謝する会」が開かれては招待を受けていた。
1998年（平成10年）にフェアレディZの生みの親としてエンジニア以外では稀な米国自動車殿堂入りを果たしたほか、Z-car Festaを初めとするイベントにも頻繁に出席するなど「Z-carの父」として各国で知られた。
ファンへのサインに添えられる言葉はモットーとした「Love life, love cars」や「快走」など。
2005年（平成17年）5月22日には「生まれ故郷であり、自然に恵まれた春野を皆さんに紹介したい」との豊の言葉から、春野町が主催となり春野町民、日産自動車、フェアレディZオーナーズクラブ（D.S.C.C.中部）を中心に「K'z meeting in HARUNO」が開催され、本人も出席。春野の山間にある「ふれあい公園」には全国から歴代フェアレディZ約700台と、町民を含め約5,000人が集った。自治体、自動車メーカー、ユーザーが一体となった自動車イベントは他に例が少なく、今なお語り継がれている。また、2007年（平成19年）には、浜松市春野歴史民俗資料館にて「Zの父・片山豊展」が開催された。
晩年には浜松市の「浜松市やらまいか大使」として浜松市のPR活動も行っていた。
2015年（平成27年）2月19日、心不全のため死去。105歳没。

## 関連書籍
- 「黎明」新井敏記（角川書店） 2002年 ISBN 4-04-883762-1
- 「Zカー」財部誠一（光文社） 2001年 ISBN 4-334-03101-3
- 「Zをつくった男」（双葉社）　黒井尚志
- 「覇者の驕り―自動車・男たちの産業史」デイヴィッド・ハルバースタム、高橋伯夫訳
上・下（日本放送出版協会 1987年、新潮文庫 1990年）
- 「ダットサンの忘れえぬ七人 設立と発展に関わった男たち」下風憲治（三樹書房） 2010年 ISBN 978-4-89522-545-8